# Alcis prosoica
Alcis prosoica är en fjärilsart som beskrevs av Eugen Wehrli 1943. Alcis prosoica ingår i släktet Alcis och familjen mätare. Inga underarter finns listade i Catalogue of Life.